# Гординянська сільська рада
Гординянська сільська рада — орган місцевого самоврядування у Самбірському районі Львівської області. Адміністративний центр — село Гординя.

## Загальні відомості
Гординянська сільська рада утворена в лютому 1940 року. Територією ради протікає річка Дністер.
7.5.1946 в Дублянському районі перейменували населені пункти Гординянської сільської Ради: село Гординя-Рустикальні на село Гординя Перша, а село Гординя-Шляхоцькі — на село Гординя Друга.

## Населені пункти
Сільській раді підпорядковані населені пункти:
- с. Гординя

## Склад ради
Рада складається з 14 депутатів та голови.

### Керівний склад ради
Староста села Гординя  Возняк Марія Михайлівна, 1970 року народження, освіта вища.
Примітка: таблиця складена за даними джерела